# Стефан Караламбов
Стефан Лазаров Караламбов е български актьор, режисьор, театрален деец и преводач.

## Биография
Роден е в Тутракан на 26 април 1902 г. През 1923 г. завършва театралната школа на Константин Сагаев.
През 1923 – 1924 г. участва в Свищовското музикално дружество, а през 1924 – 1926 и 1928 – 1929 г. е в трупите на Георги Донев. От 1926 до 1928 г. организира любителски читалищен театър в Свищов.
Актьор е в следните театрални трупи: Съюзен пътуващ театър на Матьо Македонски (1929), Народна студия в Плевен (1930), Русенски общински театър (1930 – 1935), Софийски областен театър (1935 – 1936), Варненски общински театър (1936 – 1937 и 1939 – 1941), Бургаски общински театър (1937 – 1939), Пловдивски общински театър (1941 – 1942).
От 1945 до 1950 г. е директор на Бургаския народен театър. През 1951 – 1952 г. работи в Народния театър на младежта, а от 1952 до 1968 г. е в Народния театър. Почив в Софияа на 13 юни 1968 г.

## Роли
Стефан Караламбов играе множество роли, по-значимите са:
- Освалд – „Призраци“ от Хенрик Ибсен
- Ромео – „Ромео и Жулиета“ от Уилям Шекспир
- Хамлет – „Хамлет“ от Уилям Шекспир
- Граф Кавершам – „Идеалният мъж“ от Оскар Уайлд
- Жельо – „Вампир“ от Антон Страшимиров
- Маргалака – „Гераците“ от Елин Пелин
- Хлестаков – „Ревизор“ от Н. В. Гогол[1]

## Телевизионен театър
- „Новият“ (1967) (Марек Домански)